# 會計憑證
會計憑證(Accounting documents，在會計程序裡簡稱傳票)。會計憑證分原始憑證(Original certificate)及記帳憑證(Vouchers)二種，由原始憑證編製記帳憑證，又根據記帳憑證的內容登入帳簿。

## 原始憑證
- 原始憑證，分為下列3種，當要查核是否報假帳時，以原始憑證為準。

1. 外來憑證：係自其商業本身以外之人所取得者。例如購物時取得的統一發票。
2. 對外憑證：係給與其商業本身以外之人者。例如商店販賣物品時，所開立的統一發票或收據。
3. 內部憑證：係由其商業本身自行製存者。

## 記帳憑證
- 記帳憑證，又名「傳票」，分為下列3種，以顏色區分之。

1. 收入傳票。
2. 支出傳票。
3. 轉帳傳票。

## 外部連結
經濟部─商工行政法規檢索系統 （页面存档备份，存于）